# Kelly McGillis
Kelly Ann McGillis (ur. 9 lipca 1957 w Newport Beach) – amerykańska aktorka filmowa, teatralna i telewizyjna.

## Życiorys
Urodziła się w Newport Beach w Kalifornii jako córka Virginii Joan (z domu Snell) i Donalda Mansona McGillis, lekarza. Wychowywała się z dwiema siostrami - Karen i Kathleen. Mając 15 lat otrzymała w szkole średniej pierwszą nagrodę za udział w inscenizacji Wąż (The Serpent). Studiowała na Pacific Conservatory of Performing Arts przy Allan Hancock College w Santa Maria, w Kalifornii. Aktorstwa uczyła się w prestiżowej Juilliard School w Nowym Jorku.
W 1982 pojawiła się na festiwalu szekspirowskim w Nowym Jorku w roli Dona Elvire w spektaklu Don Juan.
Karierę filmową rozpoczęła w kinowej komedii Reuben, Reuben (1983) i dramacie telewizyjnym CBS Słodki rewanż (Sweet Revenge, 1984) u boku Aleca Baldwina. Zwróciła na siebie uwagę w melodramacie sensacyjnym Świadek (Witness, 1985), zdobywając za rolę wdowy Rachel Lapp nominację do nagrody BAFTA i Złotego Globu.
Po kasowym sukcesie filmu Top Gun (1986), gdzie zabłysnęła jako instruktorka pilotażu i astrofizyki Charlotte 'Charlie' Blackwood, zagrała postać prokurator Kathryn Murphy w dramacie sądowym Oskarżeni (The Accused, 1988).
W 1988 powróciła na scenę Folger Shakespeare Theatre w spektaklu Kupiec wenecki, zagrała także w produkcjach scenicznych Wieczór Trzech Króli albo co chcecie, Miarka za miarkę oraz Marii Stuart. W 1994 zadebiutowała na scenie broadwayowskiej w sztuce Henryka Ibsena Hedda Gabler z Roundabout Theatre Company.
W 2004 podróżowała po Stanach Zjednoczonych z przedstawieniem Absolwent (The Graduate) w roli pani Robinson.

## Życie prywatne
Jest właścicielką restauracji 'Kelly’s' w Key West, na Florydzie.
Była dwukrotnie mężatką. 14 kwietnia 1979 wzięła ślub z Boydem Blackiem, z którym się rozwiodła w 1981. Spotykała się z aktorem Barrym Tubbem i Donem Yesso (1988). W dniu 1 stycznia 1989 wyszła za mąż za Freda Tillmana, z którym ma dwie córki – Kelsey i Sonorę. Jednak w 2002 doszło do rozwodu. W 2009 przyznała publicznie, że jest lesbijką. W latach 2010–2011 była w związku ze swoją długoletnią partnerką, Melanie Leis.

## Filmy
- Reuben, Reuben (1983) jako Geneva Spofford
- Słodki rewanż (Sweet Revenge, 1984) jako Katherine Dennison Breen
- Private Sessions (1985) jako Jennifer Coles
- Świadek (Witness, 1985) jako Rachel
- Top Gun (1986) jako Charlotte Blackwood, 'Charlie'
- Holmim, Ha- (1987) jako Anda
- Między niebem a ziemią (Made in Heaven, 1987) jako Annie Packert/Ally Chandler
- Dom przy Carroll Street (The House on Carroll Street, 1988) jako Emily Crane
- Oskarżeni (The Accused, 1988) jako Kathryn Murphy
- Rabbit Ears: Thumbelina (1989) jako narratorka
- Zimowi ludzie (Winter People, 1989) jako Collie Wright
- Kocur (Cat Chaser, 1989) jako Mary DeBoya
- Wyspa miłości (Grand Isle, 1991) jako Edna Pontellier
- Babe (The Babe, 1992) jako Clare Ruth
- Bonds of Love (1993) jako Rose Parks
- Chora krew[11] (1994) jako Susie Lynch
- Małolat (North, 1994) jako mama Amisz
- Pamiętaj mnie (Remember Me, 1995) jako Menly Nichols
- Ława przysięgłych (We the Jury, 1996) jako Alice Bell
- Trzeci bliźniak (The Third twin, 1997) jako dr Jannie Ferami
- Łowcy burz (Storm Chasers: Revenge of the Twister, 1998) jako Jamie Marshall
- Ofiara doskonała (Perfect Prey, 1998) jako Audrey Macleah
- Painted Angels (1998) jako Nettie
- Kontrola lotów (Ground Control, 1998) jako Susan Stratton
- Morgan's Ferry (1999) jako Vonnie Carpenter
- Polisa (The Settlement, 1999) jako Fałszywa Barbara/Ellie
- Dotyk miłości (At First Sight, 1999) jako Jennie Anderson
- Maska małpy (The Monkey’s Mask, 2000) jako profesor Diana Maitland
- Nikt cię nie usłyszy (No One Can Hear You, 2001) jako Trish Burchall
- Cold Shoulder (2006)
- Black Widower (2006) jako Nancy Westveld
- Supergator (2007) jako Kim Taft
- The Other Side of the Tracks (2008) jako Ann
- Stake Land (2010) jako siostra
- Zajazd pod duchem (The Innkeepers, 2011) jako Leanne Rease-Jones
- We Are What We Are (2013) jako Marge

## Seriale TV
- Tylko jedno życie (One Life to Live, 1968) jako Glenda Livingston (1984)
- Po tamtej stronie  (The Outer Limits, 1995–2002) jako Nicole Whitley (2000, gościnnie)
- Dark Eyes  (1995)